# روبی زوکی
روبی زوکی (ایتالیایی: Roby Zucchi؛ زادهٔ ۹ اکتبر ۱۹۵۱) اسکی‌باز روی آب اهل ایتالیا بود. 
وی در بازی‌های المپیک تابستانی ۱۹۷۲ به مدال طلا اسکی روی آب دست پیدا کرده‌است.